# Elezioni europee del 2019 in Danimarca
Le elezioni europee del 2019 in Danimarca si sono tenute domenica 26 maggio per eleggere i 13 membri del Parlamento europeo spettanti alla Danimarca. Tale numero di seggi è stato aumentato a 14 nel febbraio 2020, in seguito all'uscita del Regno Unito dall'Unione europea.

## Risultati
| Liste  | Liste                              | Gruppo    | Voti      | %     | Seggi |
| ------ | ---------------------------------- | --------- | --------- | ----- | ----- |
|        | Venstre (V)                        | RE        | 648.203   | 23,50 | 3     |
|        | Socialdemocratici (A)              | S&D       | 592.645   | 21,48 | 3     |
|        | Partito Popolare Socialista (SF)   | Verdi/ALE | 364.895   | 13,23 | 2     |
|        | Partito Popolare Danese (DF)       | ID        | 296.978   | 10,76 | 1     |
|        | Sinistra Radicale (RV)             | ALDE      | 277.929   | 10,07 | 2     |
|        | Partito Popolare Conservatore (KF) | PPE       | 170.544   | 6,18  | 1     |
|        | Lista dell'Unità - I Rosso-Verdi   | GUE/NGL   | 151.903   | 5,51  | 1     |
|        | Movimento Popolare contro l'UE (N) | -         | 102.101   | 3,70  | -     |
|        | L'Alternativa                      | -         | 92.964    | 3,37  | -     |
|        | Alleanza Liberale                  | -         | 60.693    | 2,20  | -     |
| Totale | Totale                             | Totale    | 2.758.855 | 100   | 13    |

- Il seggio ulteriore spettante alla Danimarca è stato attribuito a Venstre.